# Georgios Sarris
Georgios Sarris (griechisch Γιώργος Σαρρής; * 8. September 1989 in Iraklio) ist ein griechischer Fußballspieler.

## Karriere
Sarris durchlief die Jugendabteilung von Ergotelis und wurde hier 2008 in die Profimannschaft involviert. Zur Saison 2014/15 verließ er seinen Verein und wechselte zu AEK Athen. Hier kam er in einer Saison über die Reservistenrolle nicht hinaus.
In der Sommertransferperiode 2015 verpflichtete ihn der türkische Zweitligist Kayseri Erciyesspor. Nach einer Saison wechselte Sarris zum schottischen Erstligisten Hamilton Academical, bei dem er einen Zweijahresvertrag unterschrieb.